# Abrodictyum elongatum
Espèce
Répartition géographique
Abrodictyum elongatum est une espèce de fougères de la famille des Hyménophyllacées.

## Description
En plus des caractéristiques du genre, le stipe ainsi que le rachis est nu et le limbe des frondes est divisé 2 fois.
Les sores sont nombreux et disposés régulièrement sur la face inférieure du limbe, souvent en double rangée.
Le style des sores porte peu de capsules à sa base ; il s'allonge de plus de trois fois la longueur de l'indusie campanulée. Cette très grande longueur est la caractéristique qui a servi à forger l'épithète spécifique.
L'espèce, comme celles du genre, compte 33 paires de chromosomes.

## Distribution
Abrodictyum elongatum est une espèce terrestre de l'Australasie : Australie (nord du Queensland),  Nouvelle-Zélande (île du Nord),  Nouvelle-Calédonie, Fidji et Vanuatu.

## Historique et position taxinomique
En 1836, Allan Cunningham décrit cette espèce à partir d'un exemplaire collecté dans l'île du Nord de Nouvelle-Zélande.
En 1938, Edwin Bingham Copeland la place dans le genre Selenodesmium : Selenodesmium elongatum (A.Cunn.) Copel.
En 1968, Conrad Vernon Morton la place dans la section Pachychaetum du sous-genre Pachychaetum du genre Trichomanes.
En 2006, Atsushi Ebihara, Jean-Yves Dubuisson, Kunio Iwatsuki, Sabine Hennequin et Motomi Ito la classent dans le sous-genre Pachychaetum du genre Abrodictum.
Cette espèce est classée dans le sous-genre Pachycheatum.
Elle compte quelques synonymes :
- Selenodesmium elongatum (A.Cunn.) Copel.
- Selenodesmium elongatum subsp. queenslandicum Pic.Serm.
- Trichomanes elongatum A.Cunn.
- Trichomanes elongatum A.Cunn.